# Tiempo cíclico

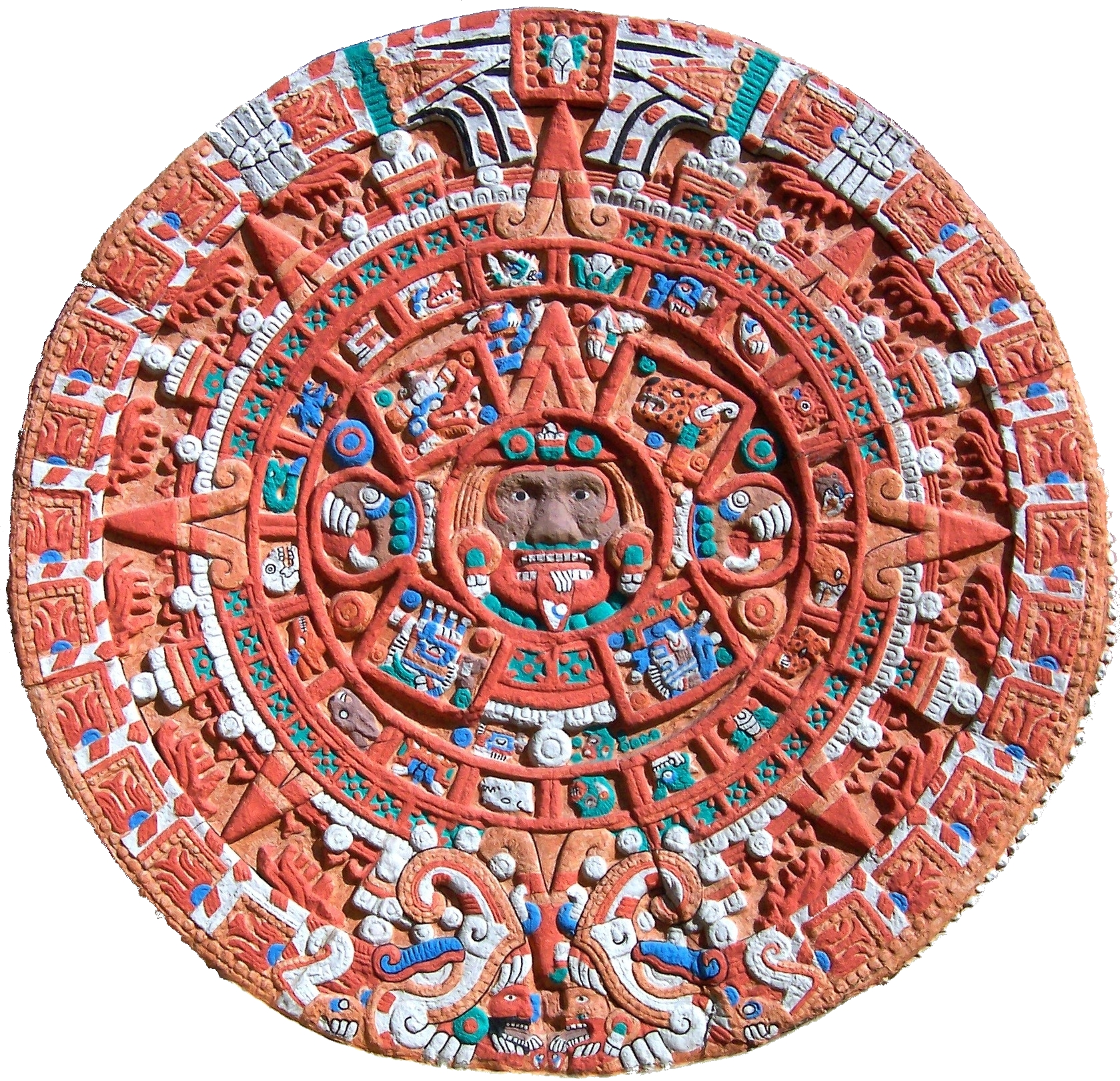
Calendario azteca.

El tiempo cíclico se refiere a la primera noción de tiempo desarrollada en la historia del humano. El ser humano -sometido a leyes inmutables naturales de "Eterno Movimiento"- comprendió el tiempo en función de estas leyes inmutables de la naturaleza; es decir, las estaciones del año, los tiempos de grandes sequías y lluvias, los eternos ciclos sin principio ni fin de "Renacimientos Cósmicos". Fueron principalmente las culturas orientales las que desarrollaron la filosofía del tiempo cíclico. En las culturas americanas también hay referencias sobre una concepción circular del tiempo; y en general también todas las culturas politeístas están relacionadas con esta filosofía.
El tiempo cíclico no es un producto del intelecto humano, como si lo es la idea del tiempo lineal, que aparece con la idea de"progreso" al subordinar la concepción del tiempo a los avances sociales y desarrollo tecnológico, creando la posibilidad de "ir hacia delante" y nunca retornar.

## Tiempo cíclico en las primeras civilizaciones
El tiempo cíclico en los pueblos nómadas y primeras civilizaciones resulta de una profunda interacción entre naturaleza y hombre hasta el punto de determinar la idea de totalidad. Para Debord «El tiempo cíclico domina ya en la experiencia de los pueblos nómadas, porque se reencuentran ante las mismas condiciones en cada momento de su travesía»; Hegel en tanto señala que la errancia de los nómadas es solamente formal, puesto que se limita a espacios uniformes. Se alimentó en el largo espacio de esta concepción de tiempo la idea del eterno retorno donde hasta el mismo espíritu vuelve a empezar. En la primera circularidad aparece un «tiempo mítico» que se caracteriza por la ausencia de valor de la temporalidad. Esto fue una característica permanente en los primeros pueblos; siglos después es cuando aparecería una estructuración mayor; elemento rupturista clave fue el surgimiento de la agricultura y el misticismo. Bajo esos misterios, la naturaleza es sacralizada y esto da paso a mitos fundacionales que dan paso a las primeras grandes culturas. Los egipcios y los mayas culminaron con una historia marcada por los tiempos de la naturaleza y la fantasía. En esto resulta vital el calendario.

## Tiempo cíclico oriental
La concepción hindú, que integra la idea de la reencarnación como necesidad de que el hombre se ponga a prueba y ejercite, a lo largo de innúmeras vidas y en diversas circunstancias y experiencias aquello que sueña, aquello que desea, hasta forjar en sí mismo una realidad más profunda y evolucionada, pareciera que ve al hombre como quien se desplaza sobre los acontecimientos y civilizaciones, aunque en el fondo concibe al tiempo como algo que corre bajo sus pies, de modo que las experiencias que se suceden en esta vida o en varias sirven a la comprensión profunda de la conciencia imperecedera del hombre interior, aquel que somos más allá de los ropajes que vamos adquiriendo en cada vida particular. En China hubo un conocimiento similar al maya, sin embargo, la mayoría de los documentos fueron quemados solo teniendo vagos registros al siglo IX a. C.

## Monoteísmo y llegada del tiempo lineal
Los antiguos babilonios y luego los griegos marcaron una suerte de transición en la concepción cíclica del tiempo a través de la idea de acontecimiento. En los griegos la noción de cambio y permanencia estuvo influenciada por el contacto cultural, principalmente judío, con el desarrollo complejo de tiempo presente en la cábala. Sin embargo, no será sino hasta la llegada del cristianismo donde emergen con fuerza las ideas de tiempo lineal judías y que serían fundamentales para las bases de occidente y su idea de progreso. 
Para algunos autores, el cuestionamiento de la modernidad (o surgimiento de la posmodernidad, según el enfoque) significa también la objeción del tiempo lineal para occidente. Para otros autores la concepción del tiempo cíclico es también característica del cristianismo, en tanto; que en el fin de los tiempos la mano de Dios habrá de establecer un nuevo eden para la humanidad.

## El tiempo cíclico en las diferentes culturas

### Cultura mapuche
El tiempo considerado en el mundo mapuche no presenta el rasgo de unidireccionalidad de pasado a futuro, sino que de bidireccionalidad. El futuro puede estar atrás y el pasado adelante o viceversa. El hombre indígena vive el presente en una realidad de continuo movimiento cíclico de la naturaleza y de su cultura. El We tripantu de la nación mapuche, es un renacimiento natural, el término del año es el inicio de una nueva vida y no la suma de años acumulados. El Universo indígena es una red viva por la que circula en todo momento la energía, y la información bajo un orden autorregulado por la propia naturaleza de las cosas. En el pensamiento indígena todo está interconectado, nada está separado del todo.

### Antiguo Egipto
En el antiguo Egipto no se percibía el tiempo como una magnitud ordenada que transcurriera hacia el futuro, sino como un fenómeno dotado de dos aspectos: la repetición cíclica y la duración eterna (el «neheh» y la «djet»).